# 意式短剑

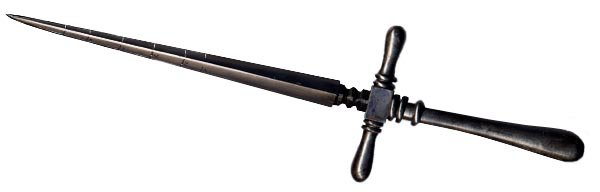
短剑

意式短剑 (意大利语: Stiletto) 是一种刀身细长、刀尖如针的特殊匕首，通常为三棱锥形，其主要攻击方式为刺击。 
短剑的横竖两部分相交处较狭窄，刀身呈渐尖状，这两点能减轻刺入时遭遇的摩擦力，使得刀身能刺得更深。部分人将短剑视作一种匕首，但绝大多数短剑都是专门的刺击武器，设计时没考虑过切割和劈砍功能。

## 起源
意式短剑在中世纪开始声名鹊起，当时它作为对抗重装骑士的工具而流行，因为它的薄刀片可以灵活地穿过鏈甲。
此外，短剑是刺客最喜欢的武器之一，因为它是一种易于隐藏的武器，可以藏在袖子里或斗篷下。
几个世纪以来，它几乎总是被认为是一种特别阴险的武器，并且在不同时期，其携带和使用自然是被禁止的。